# Киркитадзе, Галактион Несторович
Галактион Несторович Киркитадзе (1904 год, село Годогани, Кутаисский уезд, Кутаисская губерния, Российская империя — неизвестно, село Годогани, Тержольский район, Грузинская ССР) — звеньевой колхоза «Ахали-Набиджи» Кутаисского района, Грузинская ССР. Герой Социалистического Труда (1948).

## Биография
Родился в 1904 году в крестьянской семье в селе Годогани Кутаисского уезда. Окончил местную начальную школу. С раннего возраста трудился в сельском хозяйстве. Участвовал в Великой Отечественной войне. Воевал командиром отделения в составе 790-го стрелкового полка 392-й стрелковой дивизии. После демобилизации возвратился в родное село. В послевоенные годы — звеньевой полеводческого звена колхоза «Ахали-Набиджи» Кутаисского района.
В 1947 году звено под его руководством собрало в среднем с каждого гектара по 75,41 центнера кукурузы на участке площадью 3 гектара. Указом Президиума Верховного Совета СССР от 21 февраля 1948 года удостоен звания Героя Социалистического Труда за «получение высоких урожаев кукурузы и пшеницы в 1947 году» с вручением ордена Ленина и золотой медали «Серп и Молот» (№ 849).
Этим же указом званием Героя Социалистического Труда были награждены труженики колхоза имени «Ахали-Набиджи» звеньевые Валериан Николаевич Ланчава и Иовель Викторович Ткабладзе.
После выхода на пенсию проживал в родном селе Годогани Тержольского района. С 1968 года — персональный пенсионер союзного значения. Дата смерти не установлена (после 1985 года).
Награды
- Герой Социалистического Труда
- Орден Ленина
- Орден Отечественной войны 2 степени (11.03.1985)
- Медаль «За оборону Кавказа» (01.05.1944)